# General Luna (Quezon)
General Luna (offiziell: Municipality of General Luna; Filipino: Bayan ng Heneral Luna) ist eine philippinische Stadtgemeinde in der Provinz Quezon. Sie hat 26.494 Einwohner (Zensus 1. August 2015). Sie liegt auf der Bondoc-Halbinsel, an der Küste der Bucht von Tayabas. Die Gemeinde ist nach General Antonio Luna benannt.
In der Gemeinde befindet sich ein Campus der Polytechnic University of the Philippines.

## Baranggays
General Luna ist politisch in 27 Baranggays unterteilt.
| - Bacong Ibaba - Bacong Ilaya - Barangay 1 (Pob.) - Barangay 2 (Pob.) - Barangay 3 (Pob.) - Barangay 4 (Pob.) - Barangay 5 (Pob.) - Barangay 6 (Pob.) - Barangay 7 (Pob.) - Barangay 8 (Pob.) - Barangay 9 (Pob.) - Lavides - Magsaysay - Malaya | - Nieva - Recto - San Ignacio Ibaba - San Ignacio Ilaya - San Isidro Ibaba - San Isidro Ilaya - San Jose - San Nicolas - San Vicente - Santa Maria Ibaba - Santa Maria Ilaya - Sumilang - Villarica |